# Jennifer Carpenter
Pour les articles homonymes, voir Carpenter.
Jennifer Carpenter, née le 7 décembre 1979 à Louisville (Kentucky), est une actrice américaine.
Elle se fait remarquer en jouant le rôle titre du film d'horreur L'Exorcisme d'Emily Rose (2005) mais se fait surtout connaître auprès du grand public, grâce à son rôle de Debra Morgan dans la série télévisée dramatique, acclamée par les critiques, Dexter (2006-2013).
Parallèlement au succès de la série, elle perce au cinéma et confirme son statut de scream queen, en jouant notamment dans quelques films d'horreur comme En quarantaine (2008) et Where the Devil Hides (2014). Elle s'aventure aussi dans d'autre registres avec des longs métrages comme Bataille à Seattle (2007), Le Pacte (2011), Disparue (2012) et 48 heures chrono (2012).
Elle est ensuite vedette des séries éphémères Limitless (2015-2016) et The Enemy Within (2019) tout en poursuivant au cinéma en jouant notamment dans les films  Section 99 (2017) et Traîné sur le bitume (2018) du réalisateur S. Craig Zahler.

## Biographie

### Enfance et formation
Jennifer Leann Carpenter est la fille de Catherine Mitchell et Robert Carpenter. Elle a une sœur qui se nomme Kim Carpenter et qui est chiropracteur. Elle manifeste très rapidement un intérêt pour le théâtre.
Après avoir étudié à la Sacred Heart Academy de Louisville, dans le Kentucky, elle entre à la Juilliard School avant de faire ses débuts dans le prestigieux Walden Theatre.
Avant d'obtenir son diplôme, elle joue dans une production de Broadway, Les Sorcières de Salem aux côtés de Liam Neeson et Laura Linney,.

### Révélation
Elle commence sa carrière en jouant dans des petits films indépendants, puis, dans un téléfilm, avant de décrocher des rôles secondaires dans les films parodiques D.E.B.S. et FBI : Fausses blondes infiltrées, deux longs métrages commercialisés en 2004.
L'année suivante, en 2005, elle obtient le rôle-titre du film d'horreur L'Exorcisme d'Emily Rose. Ce rôle est considéré comme celui qui lui permet de se faire remarquer et de lancer sa carrière. Sa performance lui vaut de bonnes critiques et lui permet de remporter un MTV Movie & TV Awards ainsi que le Scream Awards de la meilleure révélation féminine. Le film est aussi un succès au box-office, il décroche la première place au moment de sa sortie et est largement rentabilisé.
Elle se voit ainsi proposer le rôle de Debra Morgan, à partir de 2006, l'un des personnages principaux dans la série télévisée Dexter. Plébiscitée par la critique et large succès auprès du public, la série raconte les histoires d'un tueur en série, Dexter Morgan, un expert en médecine légale spécialisé dans l'analyse de traces de sang. Dexter ne tue que les criminels qui sont parvenus à échapper au système judiciaire.

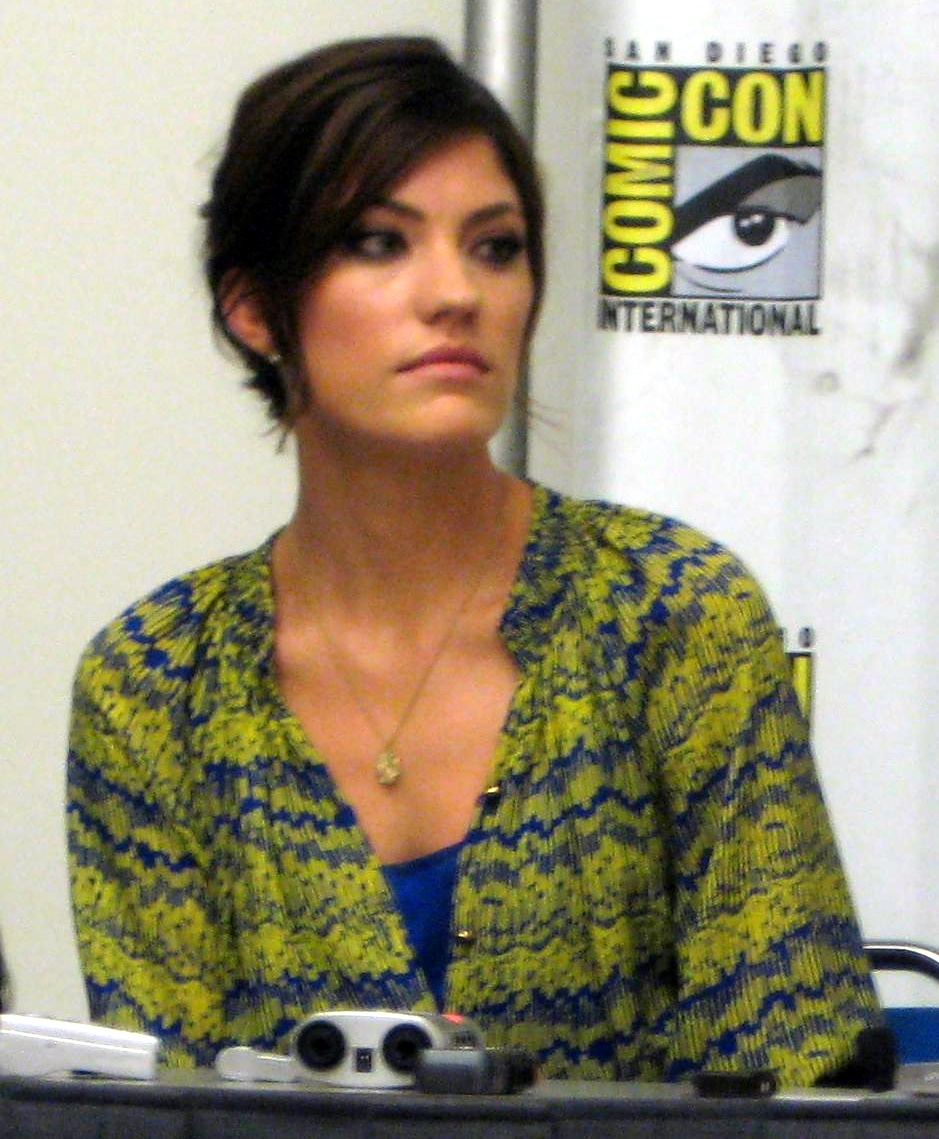
Lors de l'édition 2009 de la Comic-Con de San Diego, pour la série Dexter.

Grâce à ce rôle considéré comme culte et qui lui apporte une forte notoriété, Jennifer Carpenter est notamment proposée, pendant huit années consécutives, (2007, 2008, 2009, 2010, 2011, 2012, 2013 et 2014) au Saturn Award de la meilleure actrice de télévision dans un second rôle. Elle remporte ce prix lors de la 35e cérémonie face à Katee Sackhoff, Hayden Panettiere, Kim Yoon-jin, Elizabeth Mitchell et Summer Glau.
Parallèlement à cet engouement, elle développe sa carrière au cinéma : En 2007, elle est à l'affiche du film d'action Bataille à Seattle. Aux côtés de Charlize Theron, Michelle Rodríguez et Connie Nielsen, elles complètent une distribution masculine chargée, avec notamment Joshua Jackson, Ray Liotta, Woody Harrelson et Martin Henderson. Le film rend compte des actions de protestation qui ont entouré la tenue de la réunion de l'Organisation mondiale du commerce à Seattle en 1999. Cette fiction basée sur des faits réels, sort dans un nombre de salles limitées et ne rencontre pas le succès escompté, en plus d'une réception critique globalement mitigée.
L'année suivante, elle porte le film d'horreur En quarantaine. Il s'agit d'un remake du film espagnol REC de Paco Plaza et Jaume Balagueró, commercialisé en 2007. Cette adaptation divise mais confirme au box-office américain.

En 2010, elle est à l'affiche du film d'action Faster porté par Dwayne Johnson. Cette-année là, pour son travail dans Dexter, elle décroche un second prix lors des Scream Awards.

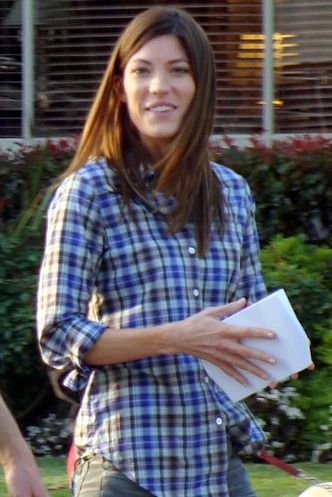
Jennifer Carpenter sur le tournage de la saison 5 de Dexter, en 2010.

En 2011, elle apparaît en tant que guest-star dans la saison 3 de The Good Wife,. Elle joue aussi un second rôle dans Le Pacte, film d'action très mal reçu mettant en vedette la star Nicolas Cage mais qui rencontre un échec cuisant au box-office.
L'année suivante, elle subit un nouveau flop avec la sortie du thriller Disparue où elle donne la réplique à Amanda Seyfried. Le film est laminé par les critiques et ne remplit pas les salles. Elle n'a pas plus de chance avec un autre film du même genre, 48 heures chrono, dans lequel elle est la vedette aux côtés de John Cusack, ni avec la comédie dramatique indépendante Ex-Girlfriends dont elle assure la production. Ces deux longs métrages passant inaperçus.
En 2013, la série Dexter s'arrête après huit saisons et 96 épisodes.

### Confirmation en demi-teinte
En 2014, elle rejoint le pilote d'une nouvelle série télévisée développée par le réseau ABC, Sea of Fire, mais finalement la chaîne prend la décision d'annuler la production. Cette même-année, elle est à l'affiche du film d'horreur Where the Devil Hides, une petite production dont l'histoire se concentre sur cinq jeunes filles nées dans une communauté Amish qui les croient faire partie d'une prophétie satanique. Elle prête de nouveau sa voix pour le jeu vidéo The Evil Within et un épisode de Robot Chicken, ayant déjà prêté sa voix pour une poignée d'épisodes de la série d'animation Les Pitous.
En 2015, un autre pilote dont elle est la vedette, Stanistan, n'est finalement pas retenu, cette fois-ci par le réseau USA Network,. Elle se replie sur un autre projet, la série Limitless. Basée sur le film homonyme avec Bradley Cooper et diffusée par le réseau CBS, la série est une suite du long métrage. Cependant, elle est annulée après une seule saison, à cause de faibles audiences.
En 2017, elle peut compter sur sa participation au film Section 99 de S. Craig Zahler pour renouer avec les critiques en dépit d'une sortie limitée voire direct-to-video selon les pays et d'une présentation hors compétition à la Mostra de Venise 2017. L'année suivante, elle retrouve Vince Vaughn dans le film d'action Dragged Across Concrete avec Mel Gibson, une production également présentée hors compétition à la Mostra de Venise 2018 puis attendu dans les salles françaises, le 6 mars 2019.
L'année où peinant à confirmer cette popularité, l'actrice intègre le drama de la mi-saison du réseau NBC, la série d'espionnage The Enemy Within face à Morris Chestnut. Elle y incarne Erica Wolfe, un ancien agent de la CIA, considérée comme la femme la plus détestée des États-Unis à cause des actes de trahison qu'elle a commis. Elle est cependant sortie de prison afin de résoudre des affaires criminelles liées au terrorisme,. La série est finalement annulée au bout d'une saison, faute d'audiences,,.

### Vie privée
Le 13 décembre 2010, elle annonce sa séparation avec Michael C. Hall (qui joue le rôle de son frère Dexter dans la série télévisée du même nom) avec qui elle était mariée depuis le 31 décembre 2008,. Le divorce est officiellement finalisé le 2 décembre 2011 invoquant le motif de différends irréconciliables. Jennifer voulait un enfant, son mari non. Le dépôt a également déclaré que les deux vivaient séparés depuis août 2010. Les deux acteurs sont néanmoins restés en bons termes.
Elle est en couple avec le musicien américain du groupe The Avett Brothers, Seth Avett (en) depuis 2013, avec qui elle donne naissance à son premier enfant, prénommé Isaac, en mai 2015. Ils sont mariés depuis mai 2016.
L'actrice participe aux marathons de New York pour des associations caritatives mais en novembre 2012, l’événement est annulé à la suite de l'ouragan Sandy. Elle décide donc d'aider bénévolement à reconstruire un quartier de New York touché par la tempête.

## Filmographie

### Cinéma

#### Films
- 2002 : People Are Dead de Kevin Ford : Une amie d'Angela
- 2003 : Ash Tuesday de Jim Hershleder : Samantha
- 2004 : D.E.B.S. de Angela Robinson : l'étudiante hystérique
- 2004 : FBI : Fausses Blondes Infiltrées de Keenen Ivory Wayans : Lisa
- 2005 : Lethal Eviction de Michael Feifer : Sarah / Tessi / Beth
- 2005 : L'Exorcisme D'Emily Rose de Scott Derrickson : Emily Rose
- 2006 : Le Meilleur Ami de l'homme de Scott Caan : La serveuse rousse
- 2007 : Bataille À Seattle de Stuart Townsend : Samantha Clayton
- 2008 : En Quarantaine de John Erick Dowdle : Angela Vidal
- 2010 : Faster de George Tillman Jr. : Nan Porterman
- 2011 : Le Pacte de Roger Donaldson : Trudy
- 2012 : Disparue de Heitor Dhalia : Sharon Ames
- 2012 : 48 heures chrono de Morgan O'Neill : Kelsey Walker
- 2012 : Ex-Girlfriends de Alexander Poe : Kate (également productrice exécutive)
- 2014 : Where the Devil Hides (The Devil's Hand) de Christian E. Christiansen : Rebekah
- 2017 : Section 99 (Brawl in Cell Block 99) de S. Craig Zahler : Lauren Thomas
- 2018 : Traîné sur le bitume (Dragged Across Concrete) de S. Craig Zahler : Kelly Summer
- 2020 : Le Souffle coupé (A Mouthful of Air) de Amy Koppelman : Lucy

#### Films d'animation
- 2014 : Avengers Confidential: Black Widow & Punisher de Kenichi Shimizu : Veuve noire (vidéofilm)
- 2018 : Batman: Gotham by Gaslight de Sam Liu : Catwoman (vidéofilm)
- 2020 : Mortal Kombat: Scorpion's Revenge de Ethan Spaulding : Sonya Blade (vidéofilm)

### Télévision

#### Séries télévisées
- 2006 - 2013 : Dexter de James Manos Jr. : Debra Morgan (96 épisodes)
- 2011 : The Good Wife de Michelle King et Robert King : Pamela Raker (saison 3, épisode 10)
- 2014 : Sea of Fire : Leah Pierce (pilote non retenu par ABC[34])
- 2015 : Stanistan : Marcie (pilote non retenu par USA Network[20])
- 2015 - 2016 : Limitless de Craig Sweeny (en) : Rebecca Harris (22 épisodes)
- 2019 : The Enemy Within : Erica Shepherd (saison 1, 13 épisodes)
- 2021 : Dexter: New Blood de Clyde Phillips : Debra Morgan (saison 1, 10 épisodes)
- 2024 : 1923 : Marshall Fossett

#### Téléfilm
- 2005 : Queen B de Danny DeVito : Kristen

#### Séries d'animation
- 2011 - 2013 : Les Pitous : Pepper (5 épisodes)
- 2014 : Robot Chicken : Wendy Darling / Donut (voix, 1 épisode)

## Ludographie
- 2014 : The Evil Within : Juli Kidman

## Distinctions

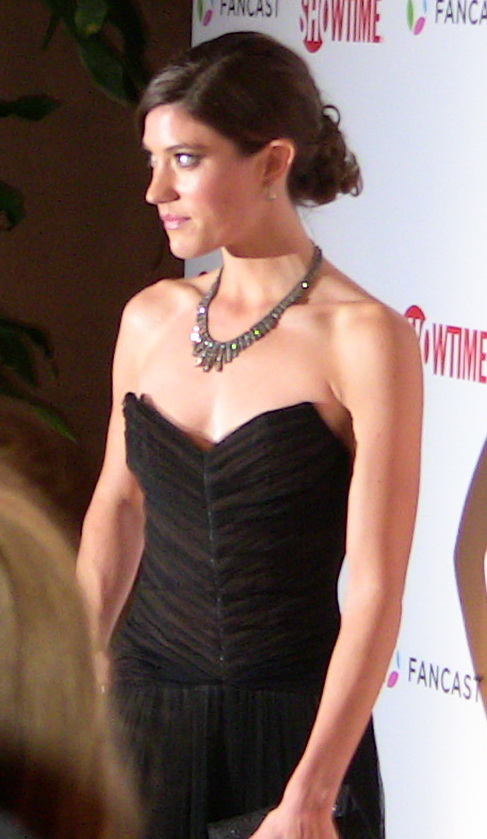
Jennifer Carpenter aux Showtime Golden Globes Party, en 2009.

Sauf indication contraire ou complémentaire, les informations mentionnées dans cette section proviennent de la base de données IMDb.

### Récompenses
- 2006 : MTV Movie Awards de la meilleure performance la plus effrayante pour L'Exorcisme d'Emily Rose
- 2006 : Scream Awards de la meilleure révélation féminine pour L'Exorcisme d'Emily Rose
- Saturn Awards 2009 : Meilleure actrice de télévision dans un second rôle pour Dexter
- 2010 : Scream Awards de la meilleure actrice de télévision dans un second rôle pour Dexter
- 2012 : IGN Summer Movie Awards de la meilleure actrice de télévision pour Dexter

### Nominations
- 2006 : Fangoria Chainsaw Awards de la meilleure actrice dans un second rôle pour L'Exorcisme d'Emily Rose
- 2006 : MTV Movie Awards de la meilleure révélation féminine pour L'Exorcisme d'Emily Rose
- Saturn Awards 2006 : Meilleure actrice dans un second rôle pour L'Exorcisme d'Emily Rose
- 2006 : Scream Awards de la meilleure révélation féminine pour L'Exorcisme d'Emily Rose
- Saturn Awards 2007 : Meilleure actrice de télévision dans un second rôle pour Dexter
- 2008 : Fright Meter Awards de la meilleure actrice pour En Quarantaine
- Saturn Awards 2008 : Meilleure actrice de télévision dans un second rôle pour Dexter
- 2009 : Scream Awards de la meilleure actrice d’horreur pour En Quarantaine
- Screen Actors Guild Awards 2009 : Meilleure distribution pour une série dramatique pour Dexter partagée avec Preston Bailey, Julie Benz, Valerie Cruz, Kristin Dattilo, Michael C. Hall, Desmond Harrington, C.S. Lee, Jason Manuel Olazabal, David Ramsey, James Remar, Christina Robinson, Jimmy Smits, Luna Lauren Velez et David Zayas
- 2010 : Gold Derby Awards de la meilleure actrice dans un second rôle dans une série télévisée dramatique pour Dexter
- 2010 : Scream Awards de la meilleure actrice de télévision dans un second rôle pour Dexter
- Saturn Awards 2010 : Meilleure actrice de télévision dans un second rôle pour Dexter
- Screen Actors Guild Awards 2010 : Meilleure distribution pour une série dramatique pour Dexter
- Saturn Awards 2011 : Meilleure actrice de télévision dans un second rôle pour Dexter
- Screen Actors Guild Awards 2011 : Meilleure distribution pour une série dramatique pour Dexter
- Saturn Awards 2012 : Meilleure actrice de télévision dans un second rôle pour Dexter
- Screen Actors Guild Awards 2012 : Meilleure distribution pour une série dramatique pour Dexter
- Critics' Choice Television Awards 2013 : Meilleure actrice dans un second rôle dans une série dramatique pour Dexter
- 2013 : Gold Derby Awards de la meilleure actrice dans un second rôle dans une série télévisée dramatique pour Dexter
- 2013 : Online Film & Television Association Awards de la meilleure actrice dans un second rôle dans une série télévisée dramatique pour Dexter
- Saturn Awards 2013 : Meilleure actrice de télévision dans un second rôle pour Dexter
- 2014 : Prism Award de la meilleure performance féminine dans une série télévisée dramatique pour Dexter
- Saturn Awards 2014 : Meilleure actrice de télévision dans un second rôle pour Dexter